# Fatemeh Behboudi
Fatemeh Behboudi (persiska: فاطمه بهبودی), född den 16 november 1985 i Teheran, är en iransk dokumentärfotograf och fotojournalist. Hon har fått internationellt pris för årets bild 2014 samt pris från World Press Photo 2013 respektive 2015.

## Biografi
Behboudi föddes i Teheran 1985 och hennes barndom präglades därför i hög grad av Iran–Irak-kriget och dess efterdyningar, något som kommit att prägla henne som fotograf. Hon studerade fotografi vid konstskolan på Teherans universitet mellan 2005 och 2007. Samma år som hon slutade universitetet blev hon professionellt verksam som fotograf och arbetade vid flera olika tidningar och nyhetsbyråer i Iran. Behboudis fotografier behandlar inte sällan ämnen som rör konsekvenserna av krig och naturkatastrofer, kultur och religion.

## Fotoutställningar (i urval)
- 2014 – Asian Women Photographers' Showcase, Malaysia[4]
- 2015 – Mothers of Patience, Malaysia[5]
- 2018 – Documentary Photography Now, USA[6]
- 2018 – Lumix photo Festival for young photojournalism, Tyskland[7]
- 2022 – International Biennial of Female Photography, Italien[8]

## Priser (i urval)
- 2013 – World Press Photo[9]
- 2014 – Pictures of the Year International[10]
- 2015 – World Press Photo[11]

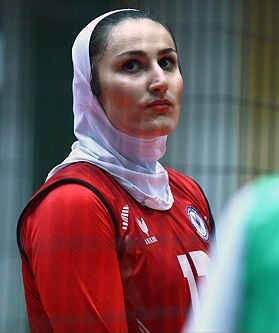
Shekoufeh Safari
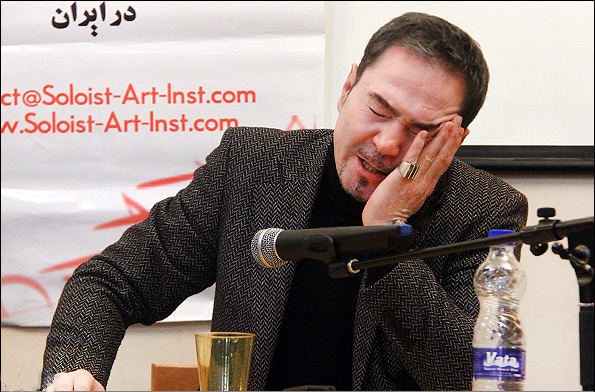
Khashayar Etemadi
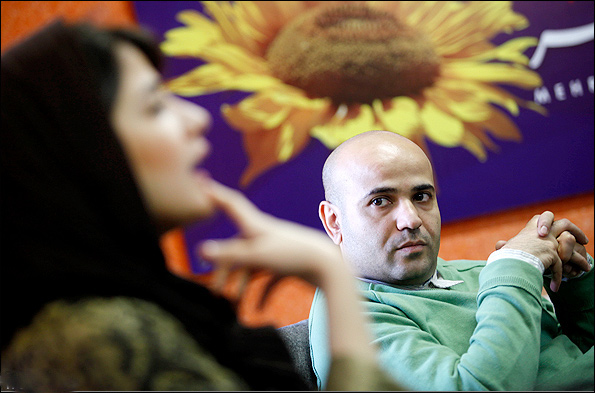
Saeed Changizian
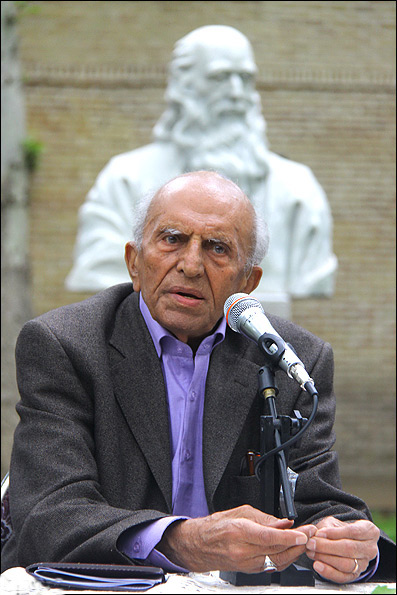
Mohammad Hassan Ganji